# 129095 Martyschmitzer
129095 Martyschmitzer è un asteroide della fascia principale. Scoperto nel 2004, presenta un'orbita caratterizzata da un semiasse maggiore pari a 2,6234461 UA e da un'eccentricità di 0,0678571, inclinata di 12,37321° rispetto all'eclittica.